# Wiesław Ochman

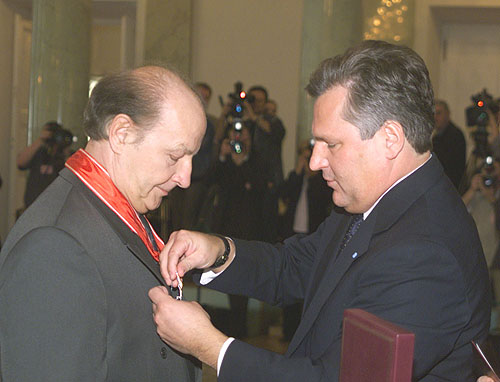
Odznaczenie Wiesława Ochmana przez Aleksandra Kwaśniewskiego Krzyżem Komandorskim z Gwiazdą Orderu Odrodzenia Polski

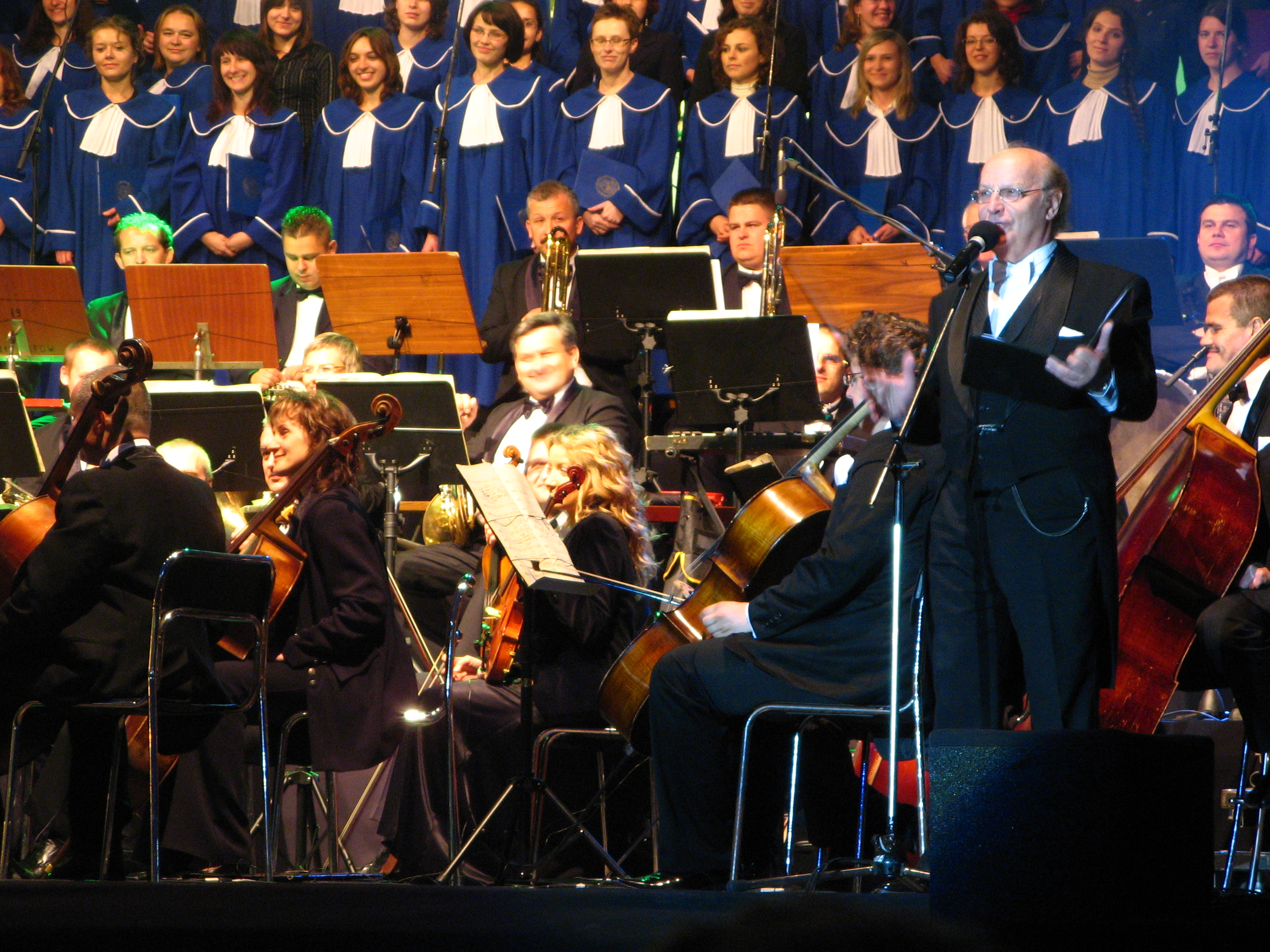
Wiesław Ochman i Chór Akademii Medycznej w Lublinie, Zamość 2008

Wiesław Ochman (ur. 6 lutego 1937 w Warszawie) – polski artysta, śpiewak operowy o barwie lirycznego tenora, reżyser, malarz, działacz kulturalny i charytatywny, cieszący się międzynarodowym uznaniem dzięki występom na deskach najsłynniejszych oper całego świata. 

## Życiorys

### Młodość
Urodził się na warszawskiej Pradze, przy ulicy Ząbkowskiej, gdzie jako dziecko rozpoczął swoje pierwsze amatorskie występy. Jako nastolatek uczył się w Liceum Plastycznym w Bolkowie i w Technikum Zdobnictwa Ceramicznego w Szczawnie-Zdroju. W 1960, po sześciu latach studiów w Akademii Górniczo-Hutniczej im. Stanisława Staszica w Krakowie, uzyskał dyplom magistra inżyniera z dziedziny ceramiki. 
Jeszcze podczas studiów rozpoczął naukę śpiewu pod kierunkiem Gustawa Serafina w Krakowie (1955–1959) i Marii Szłapak w Bytomiu (1960–1963). W tym samym czasie zaczął występować jako solista w Zespole Pieśni i Tańca AGH „Krakus", a w 1960 został zaangażowany do pracy w Operze Śląskiej w Bytomiu, gdzie śpiewał przez trzy sezony. Wtedy też podjął decyzję o porzuceniu planów związanych z uzyskanym wykształceniem i rozpoczęciu profesjonalnej kariery muzycznej. 

### Rozwój kariery
W latach 1963–1964 występował w Operze Krakowskiej, a w latach 1964–1970 był artystą Teatru Wielkiego w Warszawie. Jednym z występów w Halce zwrócił uwagę zachodniej prasy, a niedługo później otrzymał pierwsze propozycje występów za granicą.
Karierę międzynarodową rozpoczął w 1967 roku od występu w Operze w Berlinie. Potem występował także w Monachium i Hamburgu. Odniósł sukcesy na festiwalach w Glyndebourne i Salzburgu. W 1972 występował w Operze Paryskiej oraz w Chicago i San Francisco. W 1975 partią Arriga w operze Nieszpory sycylijskie Verdiego zadebiutował na scenie nowojorskiej Metropolitan Opera, w której występował przez kolejne 15 sezonów. 
Artysta śpiewał także w m.in. w mediolańskiej La Scali (1982), Gran Teatre del Liceu w Barcelonie i Operze Wiedeńskiej oraz w operach w Buenos Aires, Madrycie, Moskwie, Rzymie i Sewilli. Uczestniczył w festiwalach muzycznych z udziałem m.in. Wiener Philharmoniker i Berliner Philharmoniker pod dyrekcją Herberta von Karajana i Karla Böhma, osiągając ostatecznie ogólnoświatową renomę. 
W międzyczasie nagrał w latach 70. dwie płyty z ariami operowymi i operetkowymi, z akompaniamentem Orkiestry Polskiego Radia i Telewizji pod dyrekcją Zdzisława Górzyńskiego. Artysta nie zaniedbał także lokalnej sceny konkursowej, biorąc wielokrotny udział m.in. w Festiwalach Moniuszkowskich w Kudowie-Zdroju, kontynuując karierę aż do czasów współczesnych.

### Po 1999 roku
Maestro kontynuował działalność artystyczną w XXI w., po 1999 roku zajmując się także reżyserią, wystawiając w bytomskiej Operze Śląskiej Don Giovanniego W.A. Mozarta, Traviatę Verdiego i Carewicza Ferenca Lehára. Nie przeszkodziło mu to jednak w dalszej aktywności na polu wokalnym.
W następnych latach Wiesław, doczekawszy się idącego w jego ślady wnuka, Krystiana Ochmana, przekonał go do przeprowadzki ze Stanów Zjednoczonych do rodzinnej Polski. Dzięki temu rozpoczął on ogólnopolską karierę, zdobywając rozpoznawalność jako zwycięzca 11. edycji talent show The Voice of Poland, a potem jako reprezentant Polski w Konkursie Piosenki Eurowizji w 2022 roku. 
W latach dwudziestych XXI wieku Wiesław zapoczątkował okazjonalną współpracę sceniczną w duecie z Krystianem, kontynuując z sukcesem także własną działalność solową.

### Pozostała działalność artystyczna
Osobną dziedziną artystycznej działalności Wiesława Ochmana była muzyka oratoryjna. Nagrywał dla firm fonograficznych: Deutsche Grammophon, Polydor, EMI, Decca, Supraphon i polskiej Muzy. 
Artysta poświęcił się także malarstwu artystycznemu, wystawiając na przestrzeni lat ponad 60 indywidualnych wernisaży
Działa charytatywnie na rzecz wspierania kultury i zbierania środków na stypendia dla utalentowanej młodzieży. Organizował aukcje obrazów w konsulacie polskim w Nowym Jorku, z których dochód wspierał częstochowską kulturę. Od 2010 jest także członkiem Polskiej Akademii Umiejętności.

## Życie prywatne
Jest mężem Krystyny z domu Prus-Więckowskiej, ojcem Macieja Ochmana, klawiszowca zespołu Róże Europy i Małgorzaty Ochman, dziadek wokalisty Krystiana Ochmana.

## Dyskografia
Płyty winylowe
- SX 0465 Wiesław Ochman Best loved operatic arias

1. Giacomo Puccini: Cyganeria, Aria Rudolfa z I aktu „Che gelida manina”
2. Giacomo Puccini: Tosca, Aria Cavaradossieggo z III aktu „E lucevan le stelle”
3. Giuseppe Verdi: Aida, Aria Radamesa z I aktu „Se quel guerrier io fossi!... Celeste Aida”
4. Piotr Czajkowski: Eugeniusz Oniegin, Aria Leńskiego z II aktu „Kuda, kuda”
5. Giacomo Puccini: Turandot, Aria Kalafa z III aktu „Nessun dorma”
6. Władysław Żeleński: Janek, Aria Janka „Gdy ślub weźmiesz z twoim Stachem”
7. Friedrich von Flotow: Marta albo jarmark w Richmondzie, Aria Lionela z III aktu „M’appari”
8. Georges Bizet: Poławiacze pereł, Aria Nadira z I aktu „Je crois entendre encore”
9. Georges Bizet: Carmen, Aria Don Jose’go z II aktu „La fleur que tu m’avais jeteee”
10. Giuseppe Verdi: Rigoletto, Aria Księcia z III aktu „La donna è mobile”

- SX 0972 Wiesław Ochman Polskie Arie Operowe

1. Stanisław Moniuszko: Halka, Dumka Jontka z IV aktu „Szumią Jodły”
2. Stanisław Moniuszko: Straszny dwór – Aria Stefana z Kurantem z III aktu „Cisza dokoła”
3. Stanisław Moniuszko: Flis, Aria Franka „Płyną tratwy po Wiśle”
4. Feliks Nowowiejski: Legenda Bałtyku, Aria Domana z II aktu „Więc ty mnie nie kochasz”
5. Ignacy Paderewski: Manru, Aria Manru z II aktu „jako gdy wśród skwaru”
6. R.Statkowski: Maria, Aria Wacława z I aktu „Och jak ciąży ta wesołość”
7. Władysław Żeleński: Goplana, Aria Kirkora z I aktu „Za jaskółeczką ciągną moje oczy”
8. Władysław Żeleński: Janek, Aria Janka „Gdy ślub weźmiesz z twoim Stachem”

- SX 1281 Wiesław Ochman Słynne arie operetkowe

- SX 1371 Wiesław Ochman Sławni polscy śpiewacy vol. 7

1. Wolfgang Amadeus Mozart: Don Giovanni, Aria Don Ottavia „Il mio tesoro”
2. Giacomo Puccini: Tosca, Aria Cavaradossiego z I aktu „Recondita armonia”
3. Amilcare Ponchielli: Gioconda, Aria Enza z II aktu „Cielo e mar!”
4. Pietro Mascagni: Rycerskość wieśniacza, Aria Turiddu „Mamma, quel vino e generoso”
5. Giacomo Puccini: Manon Lescaut, Aria Des Grieux z I aktu „Donna non vidi mai”
6. Umberto Giordano: Fedora, Aria Lorisa z II aktu „Amor ti vieta”
7. Giacomo Puccini: Cyganeria, Aria Rudolfa z I aktu „Che gelida manina”
8. Umberto Giordano: Andrea Chénier, Improwizacja Cheniera z I aktu „Un di all’azzurro spazio”
9. Ruggero Leoncavallo: Pajace, Aria Cania z I aktu „Vesti la giubba”
10. Giacomo Puccini: Madame Butterfly, Aria Pinkertona z III aktu „Addio, fiorito asil”
11. Gaetano Donizetti: Napój miłosny, Aria Nemorina z II aktu „Una furtiva lagrima”

## Ordery i odznaczenia
- Krzyż Komandorski z Gwiazdą Orderu Odrodzenia Polski (2001)
- Krzyż Komandorski Orderu Odrodzenia Polski (1997)[11]
- Krzyż Kawalerski Orderu Odrodzenia Polski (1978)[12]
- Złoty Medal „Zasłużony Kulturze Gloria Artis” (2005)[13]
- Order Uśmiechu
- Odznaka tytułu honorowego „Zasłużony dla Kultury Narodowej” (1986)[14]
- Medal Pamiątkowy „Pro Masovia” z okazji 50-lecia pracy artystycznej (2007)[15]
- Medal 400-lecia Stołeczności Warszawy nadany przez Prezydenta Warszawy (1997)[16]
- Odznaka Honorowa Towarzystwa Łączności z Polonią Zagraniczną „Polonia” (1987)[12]

## Nagrody i wyróżnienia
- Nagroda Ministra Kultury i Sztuki w dziedzinie muzyki II stopnia za osiągnięcia artystyczne w dziedzinie wokalistyki (1973)
- Nagroda Miasta Krakowa (1976)
- Nagroda Miasta Stołecznego Warszawy (1976)
- Dyplom Ministra Spraw Zagranicznych za wybitne zasługi w propagowaniu kultury polskiej za granicą (1977)
- Nagroda Prezesa Rady Ministrów I stopnia za twórczość artystyczną (1979)
- Nagroda Komitetu do spraw Radia i Telewizji (1979)
- Nagroda Miasta Krakowa w dziedzinie upowszechniania kultury (1980)[17]
- Grand Prix Amerykańskiej Akademii Fonograficznej (1985)
- Statuetka „Prometeusz” - Nagroda Polskiego Stowarzyszenia Estradowego „POLEST” (1995)[18]
- tytuł Honorowego Obywatela Zawiercia (1995), a także Bytomia, Zelowa, Drezdenka i Szczawna-Zdroju[19]
- Nagroda im. Witolda Hulewicza za promowanie polskiej kultury za granicą (2007)[20]
- tytuł doktora honoris causa AGH (2008)
- Nagroda Honorowa Fundacji Kultury Polskiej (2009)
- tytuł doktora honoris causa poznańskiej Akademii Muzycznej im. Ignacego Jana Paderewskiego (2010)
- Nagroda Miasta Stołecznego Warszawy (2012)[21]
- Koryfeusz Muzyki Polskiej - Nagroda Honorowa (2019)
- Nagroda Specjalna i członkostwo honorowe Stowarzyszenia Autorów ZAiKS (2020)[22]
- Nagroda im. Cypriana Kamila Norwida - Nagroda „Dzieło życia” (2024)

Źródło:.

## Upamiętnienie
Jego imieniem nazwano rondo w Zawierciu i salę w Miejskim Ośrodku Kultury.